# اوج تقاضا

نمودار اوج تقاضا در توربین برقی

اوج تقاضا (انگلیسی: Peak demand) در تورین برقی در نگاه کلی بالاترین تقاضای برق می‌باشد که طی یک بازه زمانی مشخص روی می‌دهد. اوج تقاضا معمولاً به صورت سالانه، روزانه یا فصلی مشخص می‌شود و دارای واحد قدرت است. اوج تقاضا، اوج بار یا پیک اصطلاحاتی هستند که در مدیریت درخواست انرژی به کار می‌روند و دوره ای را توصیف می‌کنند که در آن انتظار می‌رود که برق برای یک دوره پایدار به میزان قابل توجهی بالاتر از سطح عرضه باشد.